# Urbeleskar Spitze
Urbeleskar Spitze är en bergstopp i Österrike.   Den ligger i distriktet Reutte och förbundslandet Tyrolen, i den västra delen av landet, 500 km väster om huvudstaden Wien. Toppen på Urbeleskar Spitze är 2 634 meter över havet.
Terrängen runt Urbeleskar Spitze är huvudsakligen bergig. Runt Urbeleskar Spitze är det ganska glesbefolkat, med 28 invånare per kvadratkilometer.. Närmaste större samhälle är Tannheim, 16,6 km norr om Urbeleskar Spitze. 
I omgivningarna runt Urbeleskar Spitze växer i huvudsak barrskog.